# Gracia Alonso de Armiño
Gracia Alonso de Armiño, född 11 augusti 1992 i Bilbao, är en spansk basketspelare.
Gracia Alonso de Armiño deltog vid olympiska sommarspelen 2024 och var en del av det spanska lag som tog silver i 3x3-basket.